# Мартовское пиво

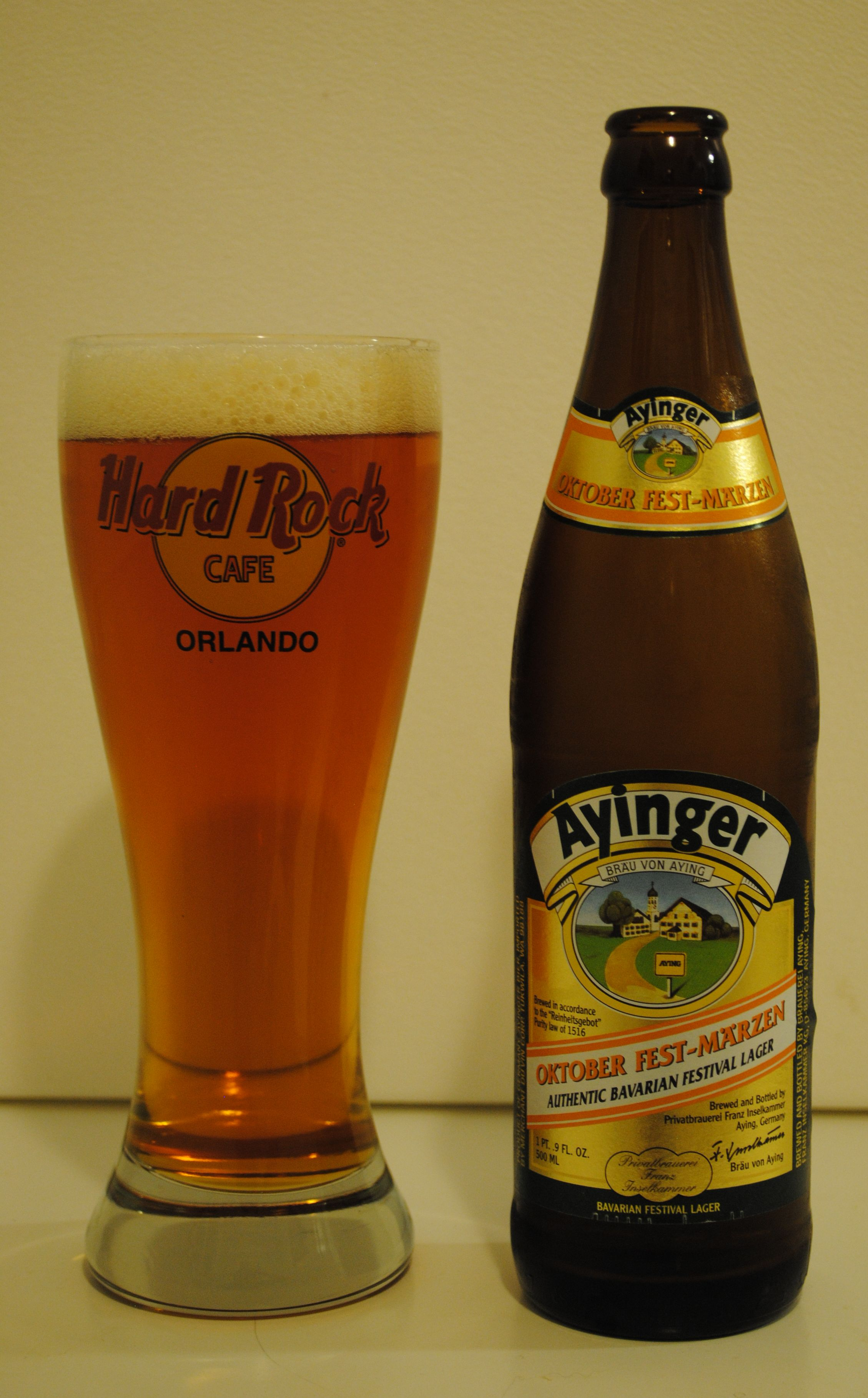
Ayinger Oktoberfest Maerzen

Мартовское пиво, также ме́рцен (нем. Märzenbier, Märzen) — в Германии и в Австрии пиво, полученное в результате низового брожения дрожжей ранней весной (до 23 апреля).
Приготовление мартовского пива осуществляется при температуре ниже 10 °C (обычно это 8°-9°). Поэтому в прошлом, до изобретения современных охлаждающих систем, сорта пива мерцен изготовлялись лишь с октября и по март включительно. Также и согласно Баварскому уложению о пивоварении от 1516 года в связи с повышенной пожароопасностью его варки в летнее время, приготовление пива разрешалось лишь с дня Св. Михаила (29 сентября) и до дня Св. Георгия (23 апреля). Таким образом, «мартовское» было последним пивом, изготовленным за сезон. После него полагалось соблюдать многомесячную паузу. Ёмкости для варки напитка на это время опечатывались представителями властей.
Так как это свежесваренное мартовское пиво должно было храниться и быть готовым к употреблению в течение предстоящего года, варилось оно с запасом. В связи с этим также приготовленные ранней весной сорта пива должны были дольше сохраняться, чем прочие. Поэтому пиво мерцен, как правило, несколько крепче других сортов, на его приготовление идёт больше хмеля. Имея в среднем 5,8 % алкоголя (от 5,5 % до 6,5 % в различных сортах), оно в то же время не относится к «крепким» маркам этого напитка (Starkbier).
Обычная продолжительность хранения пива мерцен составляет полгода, поэтому пивной праздник Октоберфест в Мюнхене начинается ещё в сентябре. Храниться оно должно в холодном и тёмном, желательно каменном помещении (в идеальном случае — в глубоком скальном погребе). В Баварии наиболее опытные пивовары хранят свой мерцен не просто в глубоком, прохладном погребе, но и высаживают над ним каштановые деревья, которые в летние месяцы обеспечивают над хранилищем обширную тень (так как каштаны имеют самые крупные листья из деревьев европейской средней зоны). Так возникли нынешние баварские пивные сады, с тенистой листвой над головами отдыхающих людей и с запасом охлаждённого пива в погребе у них под ногами.
Как правило, сорта мартовского пива светлые, однако во Франконии встречаются изредка и тёмный мерцен.
Пиво сортов мерцен изготовляют также и в США, там оно носит общее название «Octoberfest».